# Kỷ niệm 20 năm Harry Potter: Tựu trường Hogwarts
Kỷ niệm 20 năm Harry Potter: Tựu trường Hogwarts (tựa gốc tiếng Anh: Harry Potter 20th Anniversary: Return to Hogwarts) là chương trình đặc biệt về cuộc hội ngộ năm 2022 của loạt phim Harry Potter được phát hành trên HBO Max vào ngày đầu năm mới. Phim đánh dấu kỷ niệm 20 năm ngày phát hành phần đầu tiên của loạt phim, Harry Potter và Hòn đá phù thủy (2001). Phim được sản xuất bởi Warner Bros. Unscripted Television kết hợp với Warner Horizon và điều hành sản xuất bởi Casey Patterson.
Daniel Radcliffe, Rupert Grint và Emma Watson xuất hiện trong bộ phim đặc biệt, với dàn diễn viên chính còn sống là Helena Bonham Carter, Robbie Coltrane, Ralph Fiennes, Jason Isaacs, Gary Oldman, Tom Felton, James Phelps, Oliver Phelps, Mark Williams, Bonnie Wright, Alfred Enoch, Ian Hart, Toby Jones, Matthew Lewis, Evanna Lynch, nhà sản xuất David Heyman và các nhà làm phim Chris Columbus, Alfonso Cuarón, Mike Newell và David Yates.

## Diễn viên
- Daniel Radcliffe[1]
- Rupert Grint[1]
- Emma Watson[1]
- Helena Bonham Carter[1]
- Robbie Coltrane[1]
- Alfred Enoch[1]
- Tom Felton[1]
- Ralph Fiennes[1]
- Ian Hart[1]
- Jason Isaacs[1]
- Toby Jones[1]
- Matthew Lewis[1]
- Evanna Lynch[1]
- Gary Oldman[1]
- James Phelps[1]
- Oliver Phelps[1]
- Mark Williams[1]
- Bonnie Wright[1]
- David Heyman[1]
- Chris Columbus[1]
- Alfonso Cuarón[1]
- Mike Newell[1]
- David Yates[1]
- J. K. Rowling (đoạn phim lưu trữ)[2]
- Stephen Fry (tường thuật đoạn văn chương)

Cuộc hội ngộ có các clip về và bày tỏ lòng kính trọng đối với các diễn viên đã qua đời, bao gồm Helen McCrory, Alan Rickman, John Hurt, Richard Griffiths và Richard Harris.

## Sản xuất

### Phát triển
Vào tháng 11 năm 2021, Warner Bros. đã công bố Kỷ niệm 20 năm Harry Potter: Tựu trường Hogwarts, một bộ phim đặc biệt hồi tưởng có sự góp mặt của dàn diễn viên và nhà làm phim của loạt phim Harry Potter để kỷ niệm 20 năm ngày phát hành phần đầu tiên của loạt phim, Harry Potter và Hòn đá Phù thủy (2001). Bộ phim đặc biệt do Warner Bros. Unscripted Television kết hợp với Warner Horizon sản xuất và Casey Patterson điều hành sản xuất.

#### Loại trừ J. K. Rowling

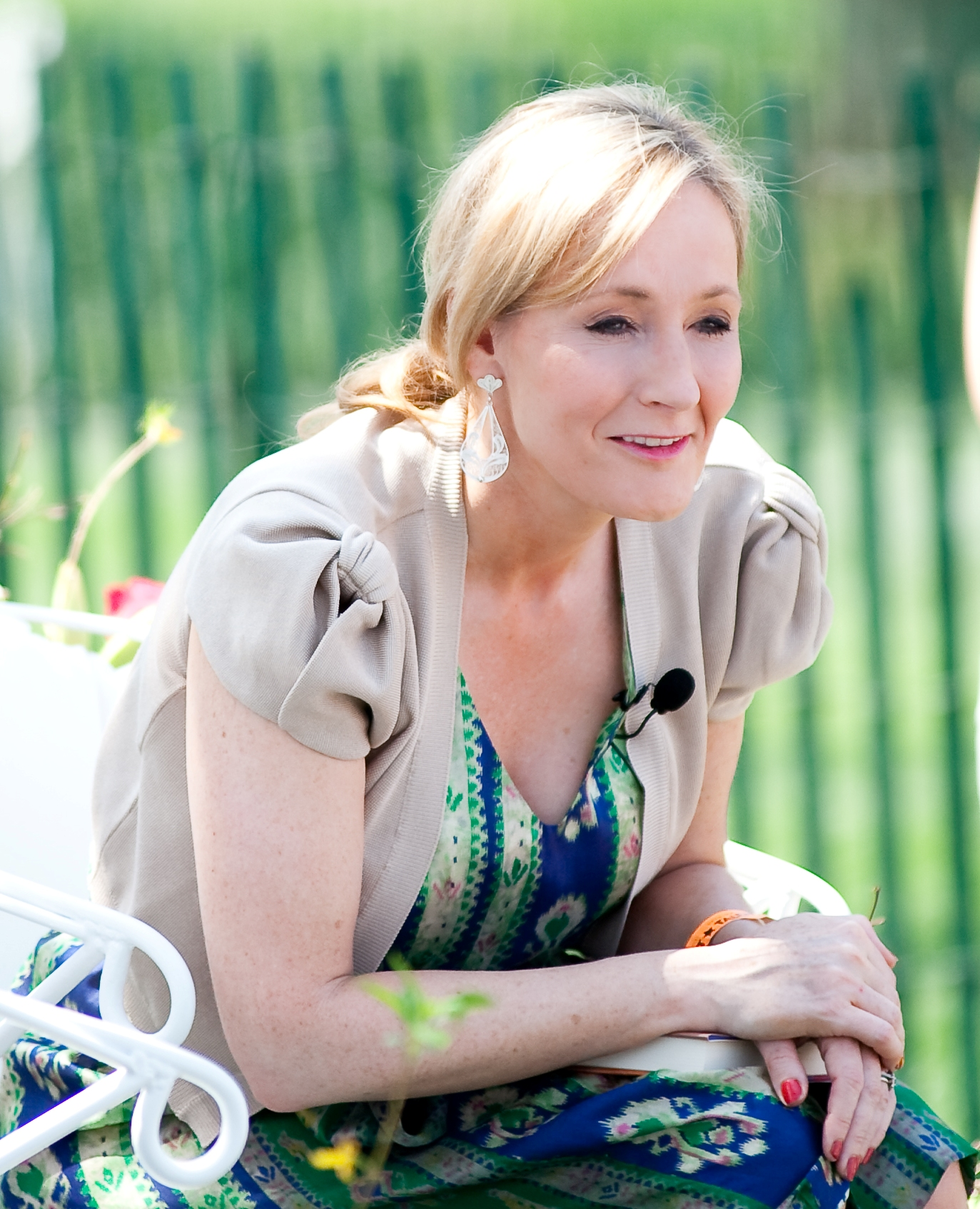
J. K. Rowling năm 2010

J. K. Rowling - tác giả của bộ sách Harry Potter gốc, người có vai trò quan trọng trong quá trình sản xuất phim - phần lớn vắng mặt trong chương trình. Bà xuất hiện dưới ba mươi giây trong những đoạn phim lưu trữ và được một số người được phỏng vấn của chương trình đề cập đến, nhưng bà không xuất hiện trong các quảng cáo cho chương trình. Các nhà phê bình suy đoán rằng điều này là do quan điểm của bà về các vấn đề chuyển giới và, theo như Ed Power của The Daily Telegraph, do  "sự quở trách công khai của các ngôi sao của loạt phim" sau đó. Tuy nhiên, Entertainment Weekly viết rằng Rowling đã được mời xuất hiện nhưng bà cảm thấy rằng các đoạn phim lưu trữ là đủ, với "nguồn tin thân cận với tình hình" phủ nhận rằng quyết định của tác giả có liên quan đến tranh cãi xung quanh nhận xét của bà về người chuyển giới.

### Quay phim
Chương trình được quay tại Warner Bros. Studio Tour London - The Making of Harry Potter ở Leavesden, Anh.

### Chỉnh sửa
Trong lần phát hành đầu tiên, hình ảnh thời thơ ấu của Emma Roberts được lấy từ Google Images đã bị nhầm lẫn thành hình ảnh của Watson thời trẻ, và Oliver và James Phelps bị viết nhầm lẫn với nhau. Đến ngày 3 tháng 1, những lỗi này đã được sửa trong một phiên bản mới.

## Phát hành
Tựu trường Hogwarts được phát hành trên HBO Max vào ngày 1 tháng 1 năm 2022. Chương trình đặc biệt được phát sóng vào ngày 10 tháng 4 năm 2022 trên TBS và trên Cartoon Network sau đó trong năm, trước khi phát hành Sinh vật huyền bí: Những bí mật của Dumbledore. Sau đó nó được phát hành trên cả Blu-Ray và DVD vào ngày 09 tháng 8 năm 2022.
| Vùng                                      | Các đơn vị phát sóng                                                           | Nguồn         |
| ----------------------------------------- | ------------------------------------------------------------------------------ | ------------- |
| Asia (các quốc gia được chọn)             | HBO Go                                                                         | [ 10 ]        |
| Úc                                        | Binge                                                                          | [ 11 ]        |
| Bỉ                                        | Streamz (Flanders bằng tiếng Hà Lan) Tipik và Auvio (Wallonia bằng tiếng Pháp) | [ 12 ] [ 13 ] |
| Canada                                    | Crave (bằng tiếng Anh và Pháp)                                                 | [ 14 ]        |
| Trung và Đông Âu (các quốc gia được chọn) | HBO Go                                                                         | [ 15 ]        |
| Pháp                                      | Salto                                                                          | [ 16 ]        |
| Đức                                       | Sky                                                                            | [ 17 ]        |
| Ấn Độ                                     | Prime Video                                                                    | [ 18 ]        |
| Việt Nam                                  | FPT Telecom                                                                    | [ 19 ]        |
| Ireland                                   | Sky và Now                                                                     | [ 20 ]        |
| Israel                                    | Yes                                                                            | [ 21 ]        |
| Ý                                         | Sky                                                                            | [ 15 ]        |
| Mỹ Latin và Caribbean                     | HBO Max                                                                        | [ 22 ]        |
| New Zealand                               | TVNZ 2 và TVNZ OnDemand                                                        | [ 23 ]        |
| Trung Đông (các quốc gia được chọn)       | OSN                                                                            | [ 24 ]        |
| Các nước Bắc Âu                           | HBO Max                                                                        | [ 15 ]        |
| Nga                                       | Amediateka                                                                     | [ 15 ]        |
| Tây Ban Nha                               | HBO Max                                                                        | [ 15 ]        |
| Thụy Sĩ                                   | Sky (bằng tiếng Đức) RTS 1 (bằng tiếng Pháp)                                   | [ 25 ] [ 26 ] |
| Bồ Đào Nha                                | HBO Portugal                                                                   | [ 15 ]        |
| Vương quốc Anh                            | Sky and Now                                                                    | [ 15 ] [ 27 ] |
| Hoa Kỳ                                    | HBO Max                                                                        | [ 4 ]         |

## Đón nhận

### Phê bình
Trên trang web tổng hợp phê bình Rotten Tomatoes, bộ phim đặc biệt có tỷ lệ phê duyệt 93% với điểm trung bình là 7,5/10, dựa trên 27 bài phê bình. Trang web tóm tắt phê bình đồng thuận là "Đầy thương yêu chi tiết, Tựu trường Hogwarts mang đến một cái nhìn gần gũi về cách quá trình sản xuất loạt phim Harry Potter mang lại loại phép thuật đặc biệt cho những người liên quan." Metacritic, sử dụng mức trung bình có trọng số, ấn định số điểm 65 trên 100 dựa trên 11 nhà phê bình, cho thấy "các bài đánh giá nói chung là thuận lợi".

### Giải thưởng và đề cử
| Năm  | Giải thưởng                             | Thể loại                                                      | Đề cử | Kết quả | Nguồn         |
| ---- | --------------------------------------- | ------------------------------------------------------------- | --- | ------- | ------------- |
| 2022 | Hollywood Critics Association TV Awards | Best Streaming Variety Sketch Series, Talk Series, or Special | Harry Potter 20th Anniversary: Return to Hogwarts | Đề cử   | [ 30 ]        |
| 2022 | Primetime Emmy Awards                   | Outstanding Variety Special (Pre-Recorded)                    | Casey Patterson, Carol Donova, Ashley Edens, Marisa Clifford, Louis Mole, Sam Bridger, Isabel Davis, David Heyman, Rob Paine, Chase Simonds, Mike Darnell, Brooke Karzen, and Dan Sacks | Đề cử   | [ 31 ] [ 32 ] |
| 2022 | Primetime Emmy Awards                   | Outstanding Picture Editing for Variety Programming           | Simon Bryant, Jim Clark, James Collett, Bill DeRonde, Asaf Eisenberg, Will Gilby, Lior Linevitz–Matthews, Pablo Noe, Tim Perniciaro, and Jacob Proctor                                  | Đề cử   | [ 31 ] [ 32 ] |